# Microprimnoa
Microprimnoa is een geslacht van neteldieren uit de klasse van de Anthozoa (bloemdieren).

## Soort
- Microprimnoa diabathra Bayer & Stefani, 1989